# Паш, Юхан
Юхан Паш (швед. Johan Pasch; 12 марта 1706, Стокгольм — 16 января 1769, там же) — шведский художник.

## Биография
Представитель семейства известных шведских художников. Младший брат портретиста Лоренца Паша Старшего (1702—1766). Дядя членов Шведской королевской академии свободных искусств Лоренца Паша Младшего (1733—1802) и Ульрики Паш (1735—1796).
Обучался в шведской академии живописи, затем в Голландии и Париже, после возвращения на родину работал декоратором королевских замков. Преподавал в Академии искусств Швеции.
С 1748 года был придворным художником, с 1758 — управляющим двора.

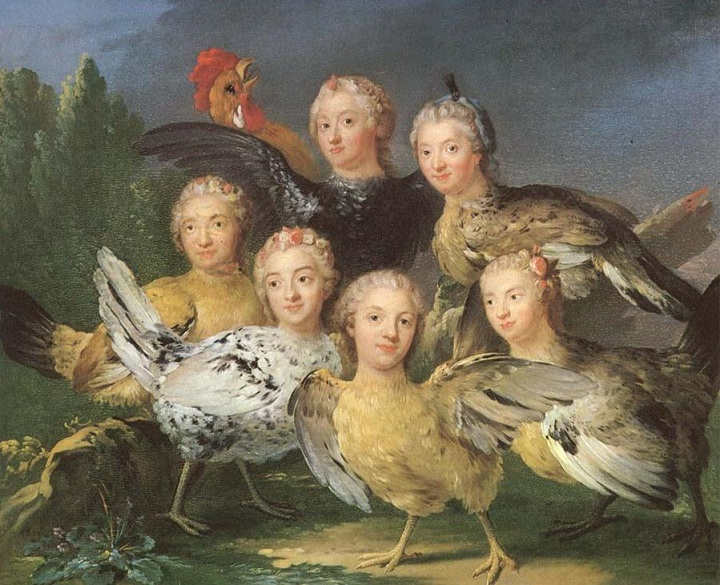
Hönstavlan (1747)

В отличие от своего брата-портретиста, был известным художником-декоратором. Темой его творчества, в основном, были аллегорические работы, изображающие четыре сезона года или четыре континента, характерные для французского рококо. Также автор нескольких портретов.
Наиболее известная картина художника — «Живописные куры» («Hönstavlan», 1747), на которой изображены придворные дамы с телами домашних птиц.
Работы Юхана Паша представлены ныне в Шведской национальной портретной галерее в Грипсхольмском замке.